# Liste des cathédrales des Abruzzes
Cet article recense les cathédrales des Abruzzes en Italie.

## Généralités
Toutes les cathédrales érigées dans les Abruzzes sont des édifices de l'Église catholique. Administrativement, la région est sous la juridiction de la région ecclésiastique des Abruzzes et du Molise, qui couvre également la région voisine du Molise. À l'intérieur de cette région ecclésiastique, les Abruzzes sont concernées par sept diocèses ou archidiocèses : Avezzano, Chieti-Vasto, Lanciano-Ortona, L'Aquila, Pescara-Penne, Sulmona-Valva et Teramo-Atri.
Au total, la région compte sept cathédrales, six cocathédrales et une pro-cathédrale. On y dénombre également au moins six anciennes cathédrales : édifices toujours existants qui ont par le passé accueilli le siège d'un évéché avant de le perdre, ou églises ruinées qui ne sont plus consacrées.

## Liste

### Cathédrales
| Édifice                      | Commune  | Province | Diocèse         | Notes             | Coordonnées                  | Illus. |
| ---------------------------- | -------- | -------- | --------------- | ----------------- | ---------------------------- | ------ |
| San Giustino                 | Chieti   | Chieti   | Chieti-Vasto    |                   | 42° 21′ 05″ N, 14° 09′ 59″ E |        |
| Madonna del Ponte            | Lanciano | Chieti   | Lanciano-Ortona | Basilique mineure | 42° 13′ 51″ N, 14° 23′ 28″ E |        |
| San Bartolomeo Apostolo      | Avezzano | L'Aquila | Avezzano        |                   | 42° 02′ 05″ N, 13° 25′ 36″ E |        |
| Santi Massimo e Giorgio      | L'Aquila | L'Aquila | L'Aquila        |                   | 42° 20′ 57″ N, 13° 23′ 50″ E |        |
| San Panfilo Vescovo          | Sulmona  | L'Aquila | Sulmona-Valva   | Basilique mineure | 42° 03′ 14″ N, 13° 55′ 14″ E |        |
| San Cetteo Vescovo e Martire | Pescara  | Pescara  | Pescara-Penne   |                   | 42° 27′ 37″ N, 14° 12′ 45″ E |        |
| Santa Maria Assunta          | Teramo   | Teramo   | Teramo-Atri     | Basilique mineure | 42° 39′ 31″ N, 13° 42′ 13″ E |        |

### Cocathédrales
| Édifice                  | Commune  | Province | Diocèse         | Notes             | Coordonnées                  | Illus. |
| ------------------------ | -------- | -------- | --------------- | ----------------- | ---------------------------- | ------ |
| San Tommaso Apostolo     | Ortona   | Chieti   | Lanciano-Ortona | Basilique mineure | 42° 21′ 26″ N, 14° 24′ 16″ E |        |
| San Giuseppe             | Vasto    | Chieti   | Chieti-Vasto    |                   | 42° 06′ 43″ N, 14° 42′ 35″ E |        |
| San Pelino               | Corfinio | L'Aquila | Sulmona-Valva   |                   | 42° 07′ 05″ N, 13° 50′ 12″ E |        |
| Santa Maria delle Grazie | Pescina  | L'Aquila | Avezzano        |                   | 42° 01′ 36″ N, 13° 39′ 44″ E |        |
| San Massimo              | Penne    | Pescara  | Pescara-Penne   |                   | 42° 27′ 22″ N, 13° 55′ 36″ E |        |
| Santa Maria Assunta      | Atri     | Teramo   | Teramo-Atri     | Basilique mineure | 42° 34′ 49″ N, 13° 58′ 44″ E |        |

### Pro-cathédrales
| Édifice                     | Commune  | Province | Diocèse  | Notes             | Coordonnées                  | Illus. |
| --------------------------- | -------- | -------- | -------- | ----------------- | ---------------------------- | ------ |
| San Giuseppe Artigiano (it) | L'Aquila | L'Aquila | L'Aquila | Basilique mineure | 42° 20′ 59″ N, 13° 23′ 48″ E |        |

### Anciennes cathédrales
| Édifice                      | Commune                 | Province | Notes | Coordonnées                  | Illus. |
| ---------------------------- | ----------------------- | -------- | --- | ---------------------------- | ------ |
| San Giovanni in Venere       | Fossacesia              | Chieti   | Ancienne abbaye territoriale, supprimée en 1871.                                                                                  | 42° 15′ 18″ N, 14° 29′ 55″ E |        |
| Santa Maria Maggiore (it)    | Lanciano                | Chieti   | Cathédrale jusqu'au XVIIe siècle, remplacée par l'actuelle cathédrale de Lanciano.                                                | 42° 13′ 50″ N, 14° 23′ 16″ E |        |
| San Massimo di Forconio (it) | L'Aquila                | L'Aquila | Ancienne cathédrale du diocèse de Forcona ; en ruines, l'église est désormais un site archéologique dans le hameau de Bagno (it). | 42° 18′ 32″ N, 13° 26′ 23″ E |        |
| Santa Maria (it)             | L'Aquila                | L'Aquila | Ancienne cathédrale du diocèse d'Amiternum ; en ruines.                                                                           | 42° 23′ 57″ N, 13° 18′ 28″ E |        |
| Santa Sabina                 | San Benedetto dei Marsi | L'Aquila | Cathédrale jusqu'en 1580, remplacée par la cathédrale de Pescina ; seule la façade subsiste depuis le séisme de 1915.             | 42° 00′ 20″ N, 13° 37′ 29″ E |        |
| Santa Maria in Platea (it)   | Campli                  | Teramo   | Ancienne cathédrale du diocèse de Campli (it), supprimé en 1818.                                                                  | 42° 43′ 35″ N, 13° 41′ 10″ E |        |